# Episodi di Criminal Minds (prima stagione)
La prima stagione della serie televisiva Criminal Minds è stata trasmessa per la prima volta negli Stati Uniti il 22 settembre 2005 e si è conclusa il 10 maggio 2006, mentre in Italia è stata trasmessa in prima visione sul canale a pagamento Fox Crime dal 15 febbraio 2006 al 12 luglio 2006.
| nº | Titolo originale        | Titolo italiano              | Prima TV USA      | Prima TV Italia  |
| -- | ----------------------- | ---------------------------- | ----------------- | ---------------- |
| 1  | Extreme Aggressor       | Il profilo dell'assassino    | 22 settembre 2005 | 15 febbraio 2006 |
| 2  | Compulsion              | Piromane                     | 28 settembre 2005 | 22 febbraio 2006 |
| 3  | Won't Get Fooled Again  | Scarica emotiva              | 5 ottobre 2005    | 1º marzo 2006    |
| 4  | Plain Sight             | Guardami!                    | 12 ottobre 2005   | 8 marzo 2006     |
| 5  | Broken Mirror           | Doppia immagine              | 19 ottobre 2005   | 15 marzo 2006    |
| 6  | L.D.S.K.                | L'uomo nel mirino            | 2 novembre 2005   | 22 marzo 2006    |
| 7  | The Fox                 | La volpe                     | 9 novembre 2005   | 29 marzo 2006    |
| 8  | Natural Born Killer     | Assassino nato               | 16 novembre 2005  | 5 aprile 2006    |
| 9  | Derailed                | In ostaggio                  | 23 novembre 2005  | 12 aprile 2006   |
| 10 | The Popular Kids        | Nel segno del male           | 30 novembre 2005  | 19 aprile 2006   |
| 11 | Blood Hungry            | Sete di sangue               | 14 dicembre 2005  | 26 aprile 2006   |
| 12 | What Fresh Hell?        | Una bambina da salvare       | 11 gennaio 2006   | 3 maggio 2006    |
| 13 | Poison                  | Veleno                       | 18 gennaio 2006   | 10 maggio 2006   |
| 14 | Riding the Lightning    | Cavalcando il fulmine        | 25 gennaio 2006   | 17 maggio 2006   |
| 15 | Unfinished Business     | Questioni in sospeso         | 1º marzo 2006     | 24 maggio 2006   |
| 16 | The Tribe               | La tribù                     | 8 marzo 2006      | 31 maggio 2006   |
| 17 | A Real Rain             | Il giustiziere               | 22 marzo 2006     | 7 giugno 2006    |
| 18 | Somebody's Watching     | Buonanotte, Hollywood        | 29 marzo 2006     | 14 giugno 2006   |
| 19 | Machismo                | Machismo                     | 12 aprile 2006    | 21 giugno 2006   |
| 20 | Charm and Harm          | Il prezzo dell'infedeltà     | 19 aprile 2006    | 28 giugno 2006   |
| 21 | Secrets and Lies        | Segreti e bugie              | 3 maggio 2006     | 5 luglio 2006    |
| 22 | The Fisher King: part I | Il re pescatore, prima parte | 10 maggio 2006    | 12 luglio 2006   |

## Il profilo dell'assassino
- Titolo originale: Extreme Aggressor
- Diretto da: Richard Shepard
- Scritto da: Jeff Davis

### Trama
La polizia di Seattle, Washington, chiede aiuto all'Unità di Analisi Comportamentale dell'FBI di stanza a Quantico, Virginia: un'altra donna - la quarta in un breve periodo di tempo - è stata rapita e, nel suo computer, è stato ritrovato un messaggio in cui il colpevole implora la polizia di fermarlo, perché lui non è in grado di farlo. La squadra, composta da Aaron Hotchner, Derek Morgan e Spencer Reid, vede il rientro operativo dell'agente anziano Jason Gideon. A Seattle, le indicazioni del profilo elaborato dalla squadra, grazie anche all'aiuto di Elle Greenway, esperta di crimini sessuali, portano all'arresto di un giovane, Richard Slessman. Dopo un'attenta valutazione, la squadra si rende conto che la persona catturata, probabilmente non è l'autore dei delitti e che il vero colpevole possiede una personalità dominante rispetto alla sua. Questa caratteristica viene individuata in Timothy Vogel, guardia carceraria del reparto dove Slessman era stato detenuto in precedenza. L'intervento in extremis di Gideon e Greenway permette di portare in salvo la vittima e arrestare Vogel.

### Soggetto Ignoto
La guardia carceraria Timothy Vogel, anche chiamato "Lo strangolatore di Seattle", aiutato da Richard Slessman

### Citazioni
- Joseph Conrad disse: "L'idea di una fonte sovrannaturale del male non è necessaria, gli uomini da soli sono capaci di ogni nequizia". (Jason Gideon)
- Ralph Waldo Emerson disse: "Tutto è un enigma e la chiave di un enigma è un altro enigma". (Jason Gideon)
- Jason Gideon: Prova ancora. Fallisci ancora. Fallisci meglio.
 Dr. Spencer Reid: Samuel Beckett.
- Derek Morgan: Tentare no. Fare o non fare. 
 Dr. Spencer Reid: Yoda.
- Winston Churchill ha detto: "Più si riesce a guardare indietro, più avanti si riuscirà a vedere". (Jason Gideon)
- Friedrich Nietzsche ha detto: "Quando guardi a lungo nell'abisso, l'abisso ti guarda dentro". (Jason Gideon)

## Piromane
- Titolo originale: Compulsion
- Diretto da: Charles Haid
- Scritto da: Jeff Davis

### Trama
Hotchner e il suo team indagano su un caso di piromania in un campus universitario. In sette mesi sono stati appiccati ben sei incendi e il team comincia a delineare il profilo del piromane dopo aver visto un filmato amatoriale girato da uno studente. Ma emergono degli atteggiamenti che non rientrano negli schemi abituali dei piromani. Questa volta, per rendere giustizia alle vittime e per prevenire altre morti atroci, Gideon e compagni dovranno guardare oltre teorie e libri di testo.

### Soggetto Ignoto
La studentessa di chimica Clara Hayes

### Citazioni
- Einstein ha detto: "L'immaginazione è più importante della conoscenza. La conoscenza è limitata, l'immaginazione abbraccia il mondo". (Jason Gideon)
- Faulkner ha detto: "Non sforzarti di essere migliore degli altri, cerca di essere migliore di te stesso". (Jason Gideon)
- James Reese ha detto: "Alcuni indizi su una scena di un delitto non si prestano ad essere raccolti od esaminati". (Jason Gideon)

## Scarica emotiva
- Titolo originale: Won't Get Fooled Again
- Diretto da: Kevin Bray
- Scritto da: Aaron Zelman

### Trama
A Palm Beach una serie di attentati dinamitardi fanno entrare in scena il team di Gideon, il quale sospetta che l'attentatore sia un discepolo del suo più grande nemico Adrian Bale. Il modus operandi dell'attentatore, infatti, ricorda a Gideon i metodi di Bale, responsabile della morte di alcuni membri del suo precedente team durante un'operazione a Boston. Attraverso l'analisi degli ordigni esplosivi, Gideon si convince che il dinamitardo non si accontenti di azioni intimidatorie, ma voglia uccidere, sfuggendo al profilo classico di questo genere di maniaci. Gideon sarà costretto a un faccia a faccia con il suo vecchio nemico per ottenere informazioni importanti sull'identità dell'attentatore.

### Soggetto Ignoto
L'antiquario e falsario David Walker, anche chiamato "Il dinamitardo di Palm Beach", aiutato a distanza dal terrorista, detenuto, Adrian Bale

### Citazioni
- Samuel Johnson ha scritto: "Quasi tutte le assurdità del comportamento derivano dall'imitazione di coloro a cui non possiamo somigliare". (Jason Gideon)

## Guardami!
- Titolo originale: Plain Sight
- Diretto da: Matt Earl Beesley
- Scritto da: Edward Allen Bernero

### Trama
L'Unità di Analisi Comportamentale si reca a San Diego per tracciare il profilo di un rapitore assassino che commette i suoi crimini alla luce del giorno. Soprannominato "Tommy il Killer", l'uomo ha stuprato e ucciso sei donne in tre settimane e ha l'abitudine di lasciare macabri messaggi sul luogo del delitto. Il fatto, poi, che nelle abitazioni delle vittime vengano trovati gli oggetti più disparati frantumati, fa sospettare a Gideon che si tratti di qualcuno che desidera far parte di un ambiente borghese, ma sentendosene escluso cerca di distruggerlo eliminando le persone che vi appartengono.

### Soggetto Ignoto
Il tecnico di telefoni Franklin Graney, anche chiamato "Tommy il killer"

### Citazioni
- Il poeta francese Jacques Rigaut ha scritto: "Non dimenticare che non posso vedere me stesso, il mio ruolo è quello di colui che guarda nello specchio". (Jason Gideon)
- Orson Welles ha detto: "Gli uccelli maschi hanno le piume più belle, perché i maschi devono giustificare la loro esistenza". (Jason Gideon)
- Rose Kennedy ha detto: "Gli uccelli cantano dopo una tempesta, perché l'uomo non riesce a sentirsi libero di gioire della luce del sole che gli rimane". (Jason Gideon)

## Doppia immagine
- Titolo originale: Broken Mirror
- Diretto da: Guy Norman Bee
- Scritto da: Judith McCreary

### Trama
Quando Trish, la figlia di un noto procuratore distrettuale, viene rapita nel Connecticut, il team di Gideon e Hotch viene incaricato di seguire il caso. La richiesta di riscatto non tarda ad arrivare, scritta dalla stessa Trish, ma la squadra di esperti esclude immediatamente il denaro come movente. Nella lettera infatti, un dettaglio colpisce Gideon e fa temere il coinvolgimento di Cheryl, la sorella gemella della ragazza. Il team deve trovare il modo di salvare entrambe, ma il rapitore sembra essere sempre un passo avanti a loro.
Morgan viene ferito, ed Elle riuscirà a sopraffare il suo aggressore impedendo al soggetto ignoto di uccidere Cheryl ed ottenendo informazioni sul luogo in cui si trova Trish, che verrà finalmente messa in salvo.

### Soggetto Ignoto
L'agente dell'FBI Vincent Shyer

### Citazioni
- Euripide ha detto: "Quando un uomo buono viene ferito, chiunque si dica buono deve soffrire con lui". (Jason Gideon)
- Euripide ha detto: "Quando l'amore è eccessivo non porta all'uomo onore né dignità". (Jason Gideon)

### Nota
- In questo episodio è assente Penelope Garcia (Kirsten Vangsness). È l'unico episodio in cui è assente Penelope Garcia.

## L'uomo nel mirino
- Titolo originale: L.D.S.K.
- Diretto da: Ernest Dickerson
- Scritto da: Andrew Wilder

### Trama
La squadra dell'Unità di Analisi Comportamentale va nell'Illinois per identificare un killer che spara alle persone nei parchi e nei ristoranti, durante il giorno. Si tratta di un cosiddetto S.K.L.D. (Serial Killer da Lunga Distanza), ossia un serial killer che colpisce le sue vittime da lunga distanza. L'uomo agisce sempre fra le tre e le tre e mezza, non punta mai alla testa e preferisce l'addome, forse perché non gli interessa far morire immediatamente le vittime. Gideon e Hotchner si fanno un'idea del profilo del cecchino, ma sono costretti a cambiare il loro punto di vista dopo aver ricostruito lo scenario di uno dei delitti.
Si arriverà alla fine ad un medico, Philip Dowd, che aveva dato delle informazioni ai federali inerenti alle vittime in quanto possiede una conoscenza medica, che "essendo sceso di livello" ferisce alcune persone, operandole subito dopo, dimostrando di riuscire ancora perfettamente nel proprio ruolo e lavoro.

### Soggetto Ignoto
L'infermiere, ex ranger, Phillip Dowd

### Citazioni
- Nietzsche ha detto: "L'irrazionalità di una cosa non è un argomento contro la sua esistenza anzi ne è una condizione". (Jason Gideon)
- Shakespeare ha scritto: "Non c'è nulla di più comune del desiderio di essere importanti". (Jason Gideon)

## La volpe
- Titolo originale: The Fox
- Diretto da: Guy Norman Bee
- Scritto da: Simon Mirren

### Trama
Gideon, Hotchner e l'Unità di Analisi Comportamentale dell'FBI si devono occupare di un caso drammatico: due famiglie, dopo essere state tenute in ostaggio per alcuni giorni, sono state brutalmente sterminate. Il profilo è quello di un assassino che cerca di entrare a far parte di un nucleo familiare sostituendosi alla figura paterna. Si suppone, quindi, che al killer sia venuta a mancare la propria famiglia e che abbia l'esigenza di continuare a fare il padre e il marito fino a quando, non riuscendo più a gestire la situazione, soccombe al raptus e uccide gli ostaggi. Quando un'altra famiglia viene rapita, il team deve intervenire rapidamente per risolvere il caso ed evitare un'altra strage.

### Soggetto Ignoto
Il consulente familiare Karl Arnold, anche chiamato "la volpe"
Nota: Nel finale viene mostrato un confanetto trovato da Hotch e nascosto dal S.I. contenente 8 fedi che dimostrano che le vittime in realtà probabilmente sono di più.

### Citazioni
- Il dottor Thomas Fuller ha scritto: "Con le volpi bisogna comportarsi da volpi". (Jason Gideon)
- Jason Gideon: Una volta eliminato l'impossibile, quel che resta, per quanto improbabile, dev'essere la verità. 
Derek Morgan: Sherlock Holmes.

## Assassino nato
- Titolo originale: Natural Born Killer
- Diretto da: Peter Ellis
- Scritto da: Debra J. Fisher e Erica Messer

### Trama
Un agente FBI sotto copertura viene preso prigioniero e la polizia sospetta che l'indagine di cui si stava occupando abbia causato la sua scomparsa. Viene interpellato il team di Hotchner, il quale crede che il responsabile della scomparsa sia un serial killer. Durante le indagini, infatti, l'Unità di Analisi Comportamentale scopre un sorprendente numero di casi, restati insoluti, di persone scomparse. Il serial killer viene attirato allo scoperto e arrestato. Hotchner durante l'interrogatorio connettendosi emotivamente con il criminale scopre il suo terribile passato in quanto era diventato così a causa del padre che massacrava di botte sia lui che la madre e che nonostante avesse ottenuto la sua vendetta sul padre che aveva sempre odiato uccidendolo non è riuscito a smettere di uccidere in quanto vedeva in tutti gli uomini suo padre motivo per cui si accaniva su di loro torturandoli e infine uccidendoli in maniera brutale mentre invece nelle donne rivedeva sua madre che aveva sempre amato motivo per cui se era costretto a ucciderle non le faceva soffrire dando ad esse una morte indolore. Il criminale si sfoga rivelando che ancora oggi non riesce a dimenticare il dolore subito dal padre e che lo chiama ancora col suo nome in segno di disprezzo per quanto gli aveva fatto. L'agente dell'FBI viene ritrovato seppur svenuto dalle torture ma vivo nella casa del padre del serial killer ormai caduta in rovina. Hotchner rivela di capire cosa ha passato il criminale svelandogli indirettamente che anche lui da bambino è stato massacrato di botte dal padre ma è riuscito a scegliere una strada diversa diventando ciò che è adesso. Mentre l'uomo viene portato via Hotchner lo saluta con lo sguardo mentre il criminale rimane divorato dal rimorso per quanto ha fatto capendo che avrebbe potuto scegliere una strada diversa se non si fosse fatto accecare dall'odio e dalla vendetta.

### Soggetto Ignoto
Il sicario Vincent "Vinnie" Perotta

### Citazioni
- Hemingway ha scritto: "Non c'è caccia come la caccia all'uomo e quelli che hanno cacciato a lungo uomini armati, provando piacere a farlo, non hanno più interesse per nient'altro". (Jason Gideon)
- Carl Jung ha detto: "L'uomo sano non tortura gli altri, in genere è chi è stato torturato che diventa torturatore". (Jason Gideon)

## In ostaggio
- Titolo originale: Derailed
- Diretto da: Félix Enríquez Alcalá
- Scritto da: Jeff Davis

### Trama
Elle e alcuni passeggeri in viaggio sul suo stesso treno vengono presi in ostaggio da uno psicopatico con manie di persecuzione. Il maniaco paranoide, che viaggia accompagnato dalla sua dottoressa, viene colto da improvvise allucinazioni e inizia a minacciare alcuni pendolari brandendo una pistola. Le condizioni che pone per liberarli sono frutto della sua psicosi e non appaiono chiare all'Unità di Analisi Comportamentale.

### Soggetto Ignoto
Il paziente psichiatrico Dr. Theodore Bryar, aiutato e fomentato da un "voce" chiamata Leo

### Citazioni
- Robert Oxton Bolt ha scritto: "Una convinzione non è solo un'idea che la mente possiede, è un'idea che possiede la mente". (Jason Gideon)
- Albert Einstein ha detto: "La domanda che a volte mi lascia confuso è: sono pazzo io o sono pazzi gli altri?" (Dr. Spencer Reid)

## Nel segno del male
- Titolo originale: The Popular Kids
- Diretto da: Andy Wolk
- Scritto da: Edward Allen Bernero

### Trama
Hotchner e il suo team investigano sulla possibilità che l'assassinio di due studenti delle scuole superiori in una piccola cittadina possa essere collegato a un culto satanico. Basandosi sulla scena del crimine, l'Unità di Analisi Comportamentale ipotizza che il responsabile delle morti possa essere un seguace di qualche tipo particolare di culto. L'intera cittadina si mobilita per aiutare l'FBI nelle indagini, senza considerare che l'assassino potrebbe essere un membro della comunità.

### Soggetto Ignoto
Lo studente, nonché figlio dello sceriffo, Cory Bridges

### Citazioni
- Sir Peter Ustinov ha detto: "Sfortunatamente una sovrabbondanza di sogni comporta un crescente potenziale di incubi". (Jason Gideon)
- Eugène Ionesco ha detto: "Le ideologie ci separano, i sogni e le angosce ci riuniscono". (Jason Gideon)

## Sete di sangue
- Titolo originale: Blood Hungry
- Diretto da: Charles Haid
- Scritto da: Ed Napier

### Trama
Un serial killer asporta organi dalle vittime facendo credere all'FBI di avere a che fare con un cannibale. Hotchner e l'unità cercano di entrare nella mente dello psicopatico per capire cosa lo spinge a uccidere. Gli omicidi, infatti, non presentano le stesse caratteristiche e, ogni volta, sulla scena del delitto appaiono delle "irregolarità" rispetto al consueto modo di agire di un serial killer. Le indagini si complicano quando l'unico testimone di uno degli omicidi, un bambino, viene rapito. L'attenzione degli agenti si concentra su di un giovane che è appena stato rilasciato da un istituto psichiatrico. Il ragazzo fa parte di una famiglia molto importante del luogo e forse proprio per questo motivo potrebbe essere stato aiutato da qualcuno a lui molto vicino. Intanto Gideon, a causa di un incidente, è costretto a rimanere a Quantico, cosa che infastidisce molto Garcia.

### Soggetto Ignoto
Lo studente, malato di mente, Eddy Mays, aiutato dalla madre Mary Mays

### Citazioni
- Harriet Beecher Stowe ha detto: "Le lacrime più amare versate sulle tombe sono per le parole inespresse e per le azioni mai compiute". (Jason Gideon)

## Una bambina da salvare
- Titolo originale: What Fresh Hell?
- Diretto da: Adam Davidson
- Scritto da: Judith McCreary

### Trama
La piccola Billie Copeland, di 11 anni, scompare misteriosamente da un parco dove si allenava con la sua squadra di calcio. Gideon e i suoi indagano.

### Soggetto Ignoto
Il vicino di casa Don Curtis

### Citazioni
- Il poeta Auden ha scritto: "Il male non è mai straordinario, ed è sempre umano. Divide il letto con noi e siede alla nostra tavola". (Jason Gideon)
- "Non valutare il risultato finché il giorno non è concluso e il lavoro terminato". Elizabeth Browning (Jason Gideon)

## Veleno
- Titolo originale: Poison
- Diretto da: Thomas J. Wright
- Scritto da: Aaron Zelman

### Trama
I clienti di un bar di Beachwood, New Jersey, vengono ricoverati: si scopre in seguito che nel cibo sono state aggiunte abbondanti quantità di LSD e Rohypnol, ma il team sospetta che quei clienti potrebbero essere soltanto un gruppo usato per esperimenti.

### Soggetto Ignoto
Il chimico Edward Hill

### Citazioni
- Il filosofo romano Lucrezio ha scritto: "Quello che è cibo per uno, è per altri amaro veleno". (Jason Gideon)
- Confucio ha detto: "Prima di intraprendere il viaggio della vendetta, scavate due tombe". (Jason Gideon)

## Cavalcando il fulmine
- Titolo originale: Riding the Lightning
- Diretto da: Chris Long
- Scritto da: Simon Mirren

### Trama
La squadra di Gideon interroga Sara Jean e Jacob, una coppia di serial killer, a due giorni dalla loro esecuzione. Gideon è certo dell'innocenza della donna, ma ha poco tempo a disposizione per far emergere la verità. Sara, inoltre, non è di nessun aiuto nelle indagini perché continua a dichiararsi colpevole e non è disposta a collaborare. Aaron e JJ mettono alle strette Jacob, ma neanche da lui ottengono notizie rilevanti. Gideon però trova il punto debole di Sara.

### Citazioni
- "Chi sparge il sangue dell'uomo dall'uomo, il suo sangue sarà sparso". Genesi (9, 6). (Jason Gideon)
- Albert Bigelow Paine ha detto: "Quello che facciamo per noi stessi muore con noi, quello che facciamo per gli altri e per il mondo rimane ed è immortale". (Jason Gideon)

## Questioni in sospeso
- Titolo originale: Unfinished Business
- Diretto da: J. Miller Tobin
- Scritto da: Debra J. Fisher e Erica Messer

### Trama
Un serial killer ormai inattivo da tempo, soprannominato "il killer della chiave di volta", torna improvvisamente alla ribalta. Sono passati 18 anni dal suo ultimo delitto, ma non ha cambiato modo di agire: accanto alla sua vittima lascia sempre un puzzle linguistico con degli indizi sul crimine appena commesso e su quello che commetterà in futuro. Soltanto il modo in cui uccide è cambiato, prima strangolava la vittima, ora le spara. Proprio per questo Derek ipotizza che possa trattarsi di un emulatore, mentre Mark Ryan, il mentore di Gideon ed ex-profiler che collabora con l'unità per il caso, è fermamente convinto che si tratti della stessa persona.

### Soggetto Ignoto
Il volontario Walter Kern, anche chiamato "il killer della chiave di volta"

### Citazioni
- Norman Maclean ha scritto: "Sono quelli con cui viviamo, quelli che amiamo e conosciamo che più ci sfuggono". (Jason Gideon)
- Abramo Lincoln ha detto: "In fondo non sono gli anni della tua vita che contano, ma la vita nei tuoi anni". (Elle Greenaway)

## La tribù
- Titolo originale: The Tribe
- Diretto da: Matt Earl Beesley
- Scritto da: Andrew Wilder

### Trama
L'Unità di Analisi Comportamentale investiga sull'assassinio di cinque studenti del college, uccisi con un metodo molto simile a quello utilizzato da una tribù di indiani d'America ai tempi della guerra. Gideon, Hotchner e il team credono che i responsabili della morte degli studenti possano essere dei killer seguaci di qualche culto violento e pericoloso. Le loro ricerche si svolgono tra gli abitanti indiani di una vicina riserva, ma anche tra i cittadini della comunità circostante, nel tentativo di trovare tracce degli assassini. Nel frattempo, Hotchner riceve la visita a sorpresa del giovane fratello che va a trovarlo al dipartimento.

### Soggetto Ignoto
I membri della setta di Jackson Cally

### Citazioni
- Nietzsche ha scritto: "L'individuo ha sempre dovuto lottare per non essere sopraffatto dalla tribù". (Aaron Hotchner)
- Un vecchio detto Apache recita: "Ci sono molti sentieri che portano allo stesso posto". (Aaron Hotchner)

## Il giustiziere
- Titolo originale: A Real Rain
- Diretto da: Gloria Muzio
- Scritto da: Chris Mundy

### Trama
Gideon, Hotchner e il team investigano su una serie di omicidi che sembrano opera di un "giustiziere". All'inizio, gli omicidi avvengono a Manhattan in maniera apparentemente casuale. Poi, però, la polizia di New York comincia a temere che il killer stia imitando l'operato del famigerato "figlio di Sam". Gli agenti dell'Unità di Analisi Comportamentale scoprono un legame tra le vittime, tutte accusate di un crimine e poi prosciolte, il che unito alla modalità di uccidere dell'assassino conferma al team che si tratta di qualcuno che voglia sostituirsi alla giustizia.

### Soggetto Ignoto
Il cancelliere Marvine Doyle

### Citazioni
- Auden ha detto: "L'omicidio è unico come è unica la persona che sopprime, quindi la società deve prendere il posto della vittima e in sua vece chiedere l'espiazione o assicurare il perdono". (Jason Gideon)
- Gandhi ha detto: "Meglio essere violenti se c'è violenza nel nostro cuore che mettersi il mantello della non violenza per mascherare la debolezza". (Jason Gideon)
- Gandhi ha detto anche: "Sono contrario alla violenza perché se apparentemente fa del bene il bene è solo temporaneo, il male che fa è permanente". (Aaron Hotchner)

## Buonanotte, Hollywood
- Titolo originale: Somebody's Watching
- Diretto da: Paul Shapiro
- Scritto da: Ed Napier

### Trama
Gideon e il dr. Spencer Reid si trovano a Los Angeles per un convegno e, durante una festa organizzata da un suo amico, Spencer conosce Lila Archer, un'attrice emergente di cui s'invaghisce. Intanto, il team viene coinvolto nelle indagini relative a un omicida che colpisce nel mondo della televisione e traccia un primo profilo del serial killer. Si tratta del secondo omicidio a Hollywood nel giro di poco tempo e anche Lila comincia a ricevere minacce dal presunto assassino. Spencer la mette in guardia, ma solo per il fatto di essersi avvicinato troppo a una delle protagoniste dello star system, si trova in grave pericolo.

### Soggetto Ignoto
L'assistente e amica Maggie Lowe

### Citazioni
- Diane Arbus ha detto: "Una fotografia è il segreto di un segreto, più cose ti dice meno ne sai". (Jason Gideon)
- Bernard Shaw ha scritto: "L'americano non ha il senso della privacy, non sa che cosa sia, non esiste niente che gli assomigli in tutto il paese". (Jason Gideon)

## Machismo
- Titolo originale: Machismo
- Diretto da: Guy Norman Bee
- Scritto da: Aaron Zelman

### Trama
La squadra di Gideon si reca in Messico per contribuire alla cattura di un serial killer il cui obiettivo sono le donne anziane. Si tratta di un caso controverso che ha suscitato grande scalpore, poiché l'assassino ha accoltellato undici donne nel giro di pochi anni, infierendo su alcune parti del loro corpo. L'Unità di Analisi Comportamentale viene chiamata per dare supporto alla polizia locale che non riesce a fare passi avanti, ma Gideon, Hotchner e il team incontrano serie difficoltà quando si rendono conto di dover tracciare il profilo di un serial killer in un paese dove la famiglia è sacra e, ancor più sacro, il ruolo del maschio all'interno di esso.

### Soggetto Ignoto
Il supervisore della fabbrica Pablo Vargas

### Citazioni
- Anthony Brandt ha scritto: "Altre cose possono cambiarci ma cominciamo e finiamo con la famiglia". (Aaron Hotchner)
- Proverbio messicano: "La casa non poggia le fondamenta sul terreno, ma su una donna". (Aaron Hotchner)

## Il prezzo dell'infedeltà
- Titolo originale: Charm and Harm
- Diretto da: Félix Enríquez Alcalá
- Scritto da: Debra J. Fisher e Erica Messer

### Trama
Gideon, Hotchner e il team rincorrono un serial killer sempre in movimento nel sud del paese. Si tratta di un assassino in grado di cambiare il suo aspetto come un camaleonte, per eludere le autorità e continuare a uccidere indisturbato. Si tratta quindi di ricostruire il profilo del serial killer in base al passato e alla sua multipla personalità per poter anticipare le sue mosse e localizzarlo prima che commetta un altro delitto.

### Soggetto Ignoto
Il fotografo e benestante Mark Gregory

### Citazioni
- Voltaire ha scritto: "Ci sono uomini che usano le parole all'unico scopo di nascondere i loro pensieri". (Jason Gideon)
- François de la Rochefoucauld ha scritto: "Siamo così abituati a camuffarci agli occhi degli altri che alla fine ci camuffiamo anche ai nostri occhi". (Jason Gideon)

## Segreti e bugie
- Titolo originale: Secrets and Lies
- Diretto da: Matt Earl Beesley
- Scritto da: Simon Mirren

### Trama
Un vecchio amico di Gideon che appartiene ai servizi segreti muore in circostanze misteriose. La CIA richiede così l'aiuto ufficioso dell'Unità di Analisi Comportamentale per scovare e catturare una talpa che agisce nel cuore stesso del dipartimento.

### Soggetto Ignoto
Il vicedirettore delle operazioni Bruno Hawks

### Citazioni
- Albert Einstein ha detto: "Chiunque si accinga ad eleggere se stesso a giudice del vero e della conoscenza, naufraga sotto le risate degli Dei". (Jason Gideon)
- Orwell ha detto: "Nel tempo dell'inganno universale dire la verità è un atto rivoluzionario". (Jason Gideon)

## Il re pescatore, prima parte
- Titolo originale: The Fisher King: part I
- Diretto da: Edward Allen Bernero
- Scritto da: Edward Allen Bernero

### Trama
I membri del team, pur essendo in vacanza, vengono spinti alla ricerca di alcuni indizi e attirati all'interno di un elaborato gioco organizzato e controllato da una figura piuttosto misteriosa.

### Citazioni
- Elbert Hubbard ha scritto: "Nessuno ha bisogno di una vacanza, quanto uno che c'è appena stato". (Jason Gideon)